# Hepatojugulärer Reflux
Als Hepatojugulärer Reflux wird die Anstauung der oberflächlichen Halsvene (Vena jugularis externa) bei Druck auf den oberen Bauchraum (Epigastrium, „auf die Leber“) bezeichnet. Diese Form des venösen Rückstaus (Reflux) ist ein möglicher Hinweis auf eine Rechtsherzinsuffizienz.
Zur Durchführung wird für eine Minute ein kontinuierlicher Druck auf das Epigastrium ausgeführt und dabei das Verhalten der Vena jugularis externa beobachtet. Beim Gesunden kommt es durch den Druckanstieg im Bauchraum zu einer kurzzeitigen Anstauung der Halsvene, die jedoch nach wenigen Sekunden wieder verschwindet. Bei Rechtsherzinsuffizienz kann dagegen das Blut nicht vom Herz abtransportiert werden und die Stauung bleibt bestehen.